# Zeitgeist (pel·lícula)
Zeitgeist és un documental escrit, dirigit i produït Peter Joseph l'any 2007, que va tenir una àmplia difusió per Internet, en la web del projecte i mitjançant Google Video; encara que va ser gravat originalment en anglès, és possible descarregar-lo del lloc web oficial amb subtítols en francès o castellà (de moment no hi ha versió en català). En no haver-se distribuït pels canals convencionals, no existeixen dades fiables sobre quanta audiència ha tingut, però el director del vídeo afirma que els documentals Zeitgeist han estat vistos per cinquanta milions de persones en tot el món des de la seva publicació gratuïta a Google Video a la primavera de 2007.

## Context
El títol, Zeitgeist, és una expressió alemanya que vol dir «esperit d'una època», al·ludint a l'experiència del clima cultural dominant. El comunicat del lloc web oficial declara que Zeitgeist, The Movie i la seva seqüela Zeitgeist: Addendum van ser creades com expressions sense ànim de lucre per comunicar el que l'autor sent que són coneixements socials molt importants dels quals la majoria d'humans no són conscients. Segons l'autor, el documental se centra, amb informació històrica i moderna suprimida, en les actuals institucions socials dominants, mentre explora el que pot esperar a la humanitat, si les estructures de poder en general, persisteixen en els seus patrons d'egoisme, corrupció i consolidació.

## Argument
El documental està estructurat en tres parts. La primera és una exposició del cristianisme com un mite, un híbrid astrològic-literari. Aquest mite, argumenta el documental, constitueix el terreny adobat sobre el qual poden funcionar nous mites en què les masses creguin cegament i així ser manejat amb major facilitat. La segona part, analitzant els Atemptats de l'11 de setembre de 2001, exposa el funcionament de la propaganda i adoctrinament mediàtica, aconseguint que els mateixos ciutadans acceptin ser més controlats pels seus governs malgrat que això suposi una reducció de les seves llibertats. La tercera secció parla sobre la política i economia global, enfocant-se en el monopoli dels diners (al costat de l'especulació financera) i la despesa militar.

### Primera part: La història més gran mai explicada

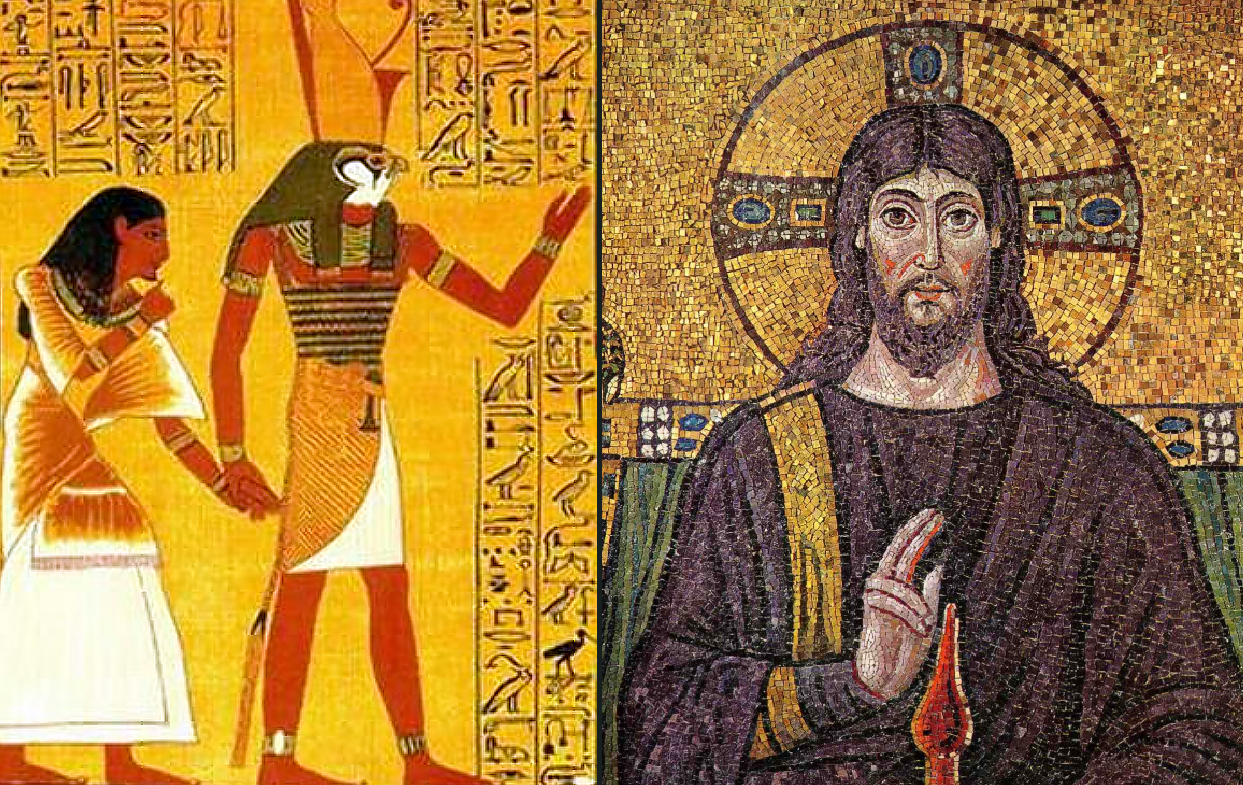
Horus i Jesús són presentats al documental com messies solars.

En la primera part del documental es descriuen les similituds que existeixen entre els mites de diferents religions antigues amb el cristianisme. Per a això el documental compara elements extrets de la Bíblia i de la posterior tradició catòlica romana amb descripcions de déus d'altres civilitzacions anteriors al cristianisme, principalment de la mitologia egípcia, arribant a la conclusió que la figura de Jesús és una còpia de diversos mites heretats de les esmentades religions.
Es recalca que certs atributs de mites anteriors van ser copiats i atribuïts pels primers cristians a la figura de Jesús de Natzaret. El documental suggereix que la figura mitològica de Jesús de Natzaret es correspon, com la de Mitra i Horus entre altres deïtats paganes anteriors i contemporànies a la seva, amb la d'un déu solar. Jesús seria el Sol, figuradament, el que és «vist venir des dels cels», «caminant sobre l'aigua», etc. La mort i resurrecció del Déu Sol es correspon amb el solstici d'hivern: durant el mateix el Sol (el Déu Sol - Jesús) arriba el dia 22 al seu punt més baix, mor, als veïnats d'una coneguda constel·lació anomenada la Creu del Sud. El sol deté el seu viatge per tres dies (almenys aparentment) fins i tot que un altre grup d'estrelles ben coneguts, el Cinturó d'Orió («les tres Maries» o com se'ls anomenava en l'antiguitat «els tres reis»), apunten cap a la sortida del Sol, la seva resurrecció, en el matí del 25 de desembre. Simbòlicament parlant: El Déu Sol ha mort a la Creu per a després de tres dies tornar a la vida.
Posteriorment el documental planteja que la majoria de les religions comparteixen els mateixos trets mitològics, atribueixen les mateixes característiques als seus déus, indicant que les primeres religions es van formar mitjançant l'observació del cel, i explicant la relació que es pot observar entre l'astrologia i les religions. També assenyala altres mites compartits, amb paral·lelismes entre el Diluvi universal i la llegenda de Gilgamesh, i diversos exemples de mites similars a la història de Cabàs en les cultures de l'Índia, Creta i Egipte.
Finalment planteja que l'Església, com a institució vinculada al poder des de l'Imperi Romà, ha usat la figura de Crist com a justificació per reprimir i manipular les societats.
| «                           | "El cristianisme, junt amb tots els altres sistemes teistes de creença, és el frau de l'era. Va servir per separar les espècies del món natural i igualment l'u de l'altre. Dona suport a la submissió cega a l'autoritat. Redueix la responsabilitat humana a l'efecte que «Déu» controla tot i crims al seu torn terribles es poden justificar en nom de la divinitat. I el més important, faculta aquells que sabent la veritat, utilitzen el mite per manipular i controlar societats. El mite religiós és el dispositiu més potent que mai no s'hagi creat, i serveix com a terreny psicològic sobre el qual altres mites poden floreixer" | » |
| — Zeitgeist. La pel·lícula, | |   |

### Segona part: Tot el món és un escenari

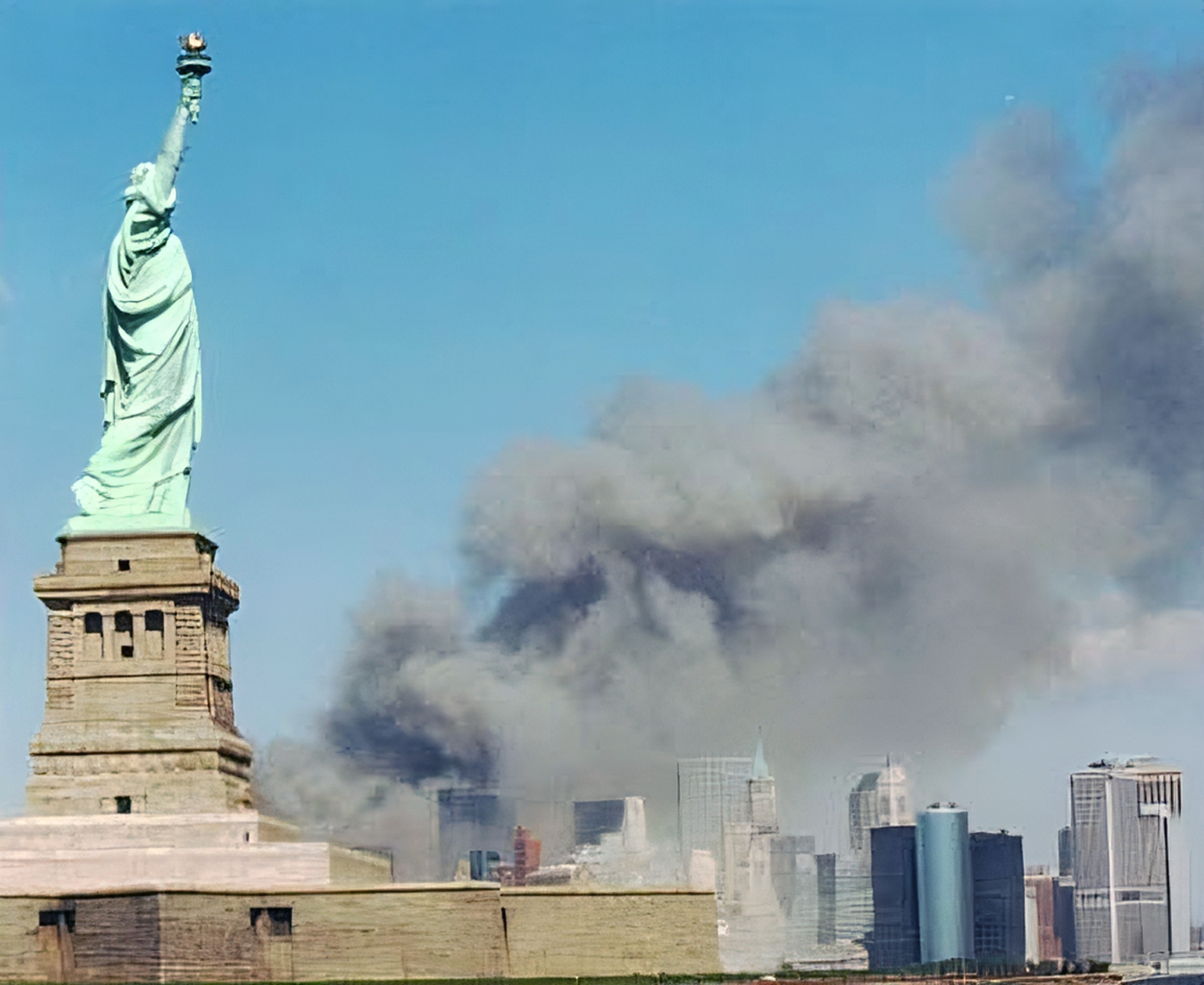
L'atac al World Trade Center

En aquest capítol s'afirma que els atacs de l'11 S a Nova York i els atemptats del 7 de juliol de 2005 a Londres van ser en realitat perpetrats per algun grup de poder dels Estats Units. Segons l'autor, es tractaria d'una operació de bandera falsa encaminada a aconseguir el beneplàcit de la societat nord-americana per iniciar les reformes necessàries que permetrien el començament d'una sèrie d'invasions de punts estratègics com són l'Afganistan, l'Iraq i l'Iran.
| «                           | "La Veritat de l'11 de setembre: Elements criminals des del govern dels Estats Units van escenificar un atac terrorista de bandera falsa sobre els seus propis ciutadans, amb l'objectiu de manipular l'opinió pública per donar suport als seus objectius. Han vingut fent-ho durant anys. L'11 de setembre va ser un treball intern." | » |
| — Zeitgeist. La pel·lícula, | |   |

### Tercera part: No paris esment als homes darrere la cortina

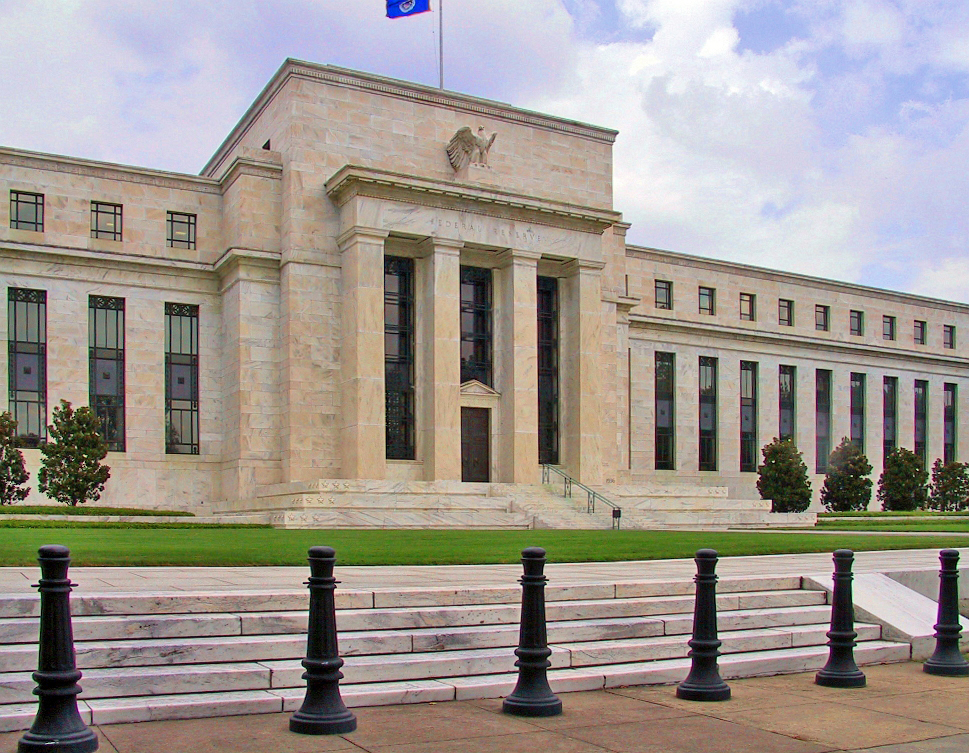
Seu de la Reserva Federal a Washington DC.

A l'últim capítol es detalla l'abolició del Banc Central dels Estats Units i el naixement de la Reserva Federal, l'evolució del sistema monetari i finalment els presumptes objectius dels homes darrere de la cortina, grup organitzat de poder format per les grans fortunes mundials, que anirien des de la creació de la Unió Nord-Americana i implantació de xips RFID en totes les persones del planeta, fins a la declaració d'un govern mundial.
És el capítol on s'explica que els postulats del segon capítol formen part d'una sèrie d'esdeveniments històrics planificats, entre els quals s'inclouen la caiguda de la borsa de 1929 (l'anomenat Dijous Negre) i la conseqüent Gran Depressió i l'atac japonès a Pearl Harbor que va propiciar l'entrada dels Estats Units en la Segona Guerra Mundial entre d'altres, barrejat amb projeccions sobre esdeveniments futurs específicament en el tema de la geopolítica. La pel·lícula finalitza amb diverses cites de Carl Sagan, Bill Hicks i altres.
| «                           | "En efecte, la manipulació de la societat a través de la generació de por i divisió ha desvinculat completament els éssers humans del seu sentit del poder i la realitat. Aquest procés ha ocorregut durant segles, si no mil·lennis: la religió, el patriotisme, la raça, la riquesa, classe i qualsevol altra forma d'identificació arbitrària i separatista, així concebuda ha servit per crear una població controlada i totalment mal·leable a les mans d'uns quants. Dividir i vèncer és el lema. I mentre la gent continuï veient-se a si mateixa desvinculada de totes les altres coses, es presta a ser completament esclavitzada. Els homes darrere de la cortina ho saben i també saben que si la gent s'adona de la seva verdadera relació amb la naturalesa i el seu verdader poder personal, tot el zeitgeist manufacturat del qual són presos (la gent), s'esfondrarà com un castell de cartes.'" | » |
| — Zeitgeist. La pel·lícula, | |   |

## Publicació i premis
Zeitgeist, the Movie va ser publicat gratuïtament a Internet a través de Google Video el 26 de juny de 2007, i des de llavors ha estat subtitulat a diversos idiomes. Una versió remasterizada del documental va ser projectada el 10 de novembre de 2007 a l'Egyptian Theater de Hollywood, com a participant del festival de cinema que se celebrava allà, el quart Artivist Film Festival, en el qual va guanyar el premi en la categoria Artivist Spirit de llargmetratge documental.
Peter Joseph afirma que els documentals Zeitgeist han estat vistos per cinquanta milions de persones en tot el món.; algunes fonts, deixen la xifra en els 30 milions d'espectadors per al segon documental: Zeitgeist: Addendum.

## Activisme del creador
Des del lloc web oficial de Zeitgeist, dins de la secció Activisme, es redirigeix al lloc web thezeitgeistmovement (El moviment Zeitgeist), lloc que no reconeix les nacions, governs, races, religions, credos o classe, i que, al seu torn, els considera a tots aquests, com acords falsos, obsoletes distincions que estan lluny de ser factors positius per al verdader creixement humà col·lectiu i el seu potencial.
En "El moviment Zeitgeist" poden trobar-se articles on es llegeixen diferents protestes breus. Bàsicament critiquen l'Estat policial, el sistema educatiu actual i denuncien el que l'autor considera mentides sobre el que va ocórrer l'11-S.
Al fòrum de l'esmentada web sobre l'activisme de Zeitgeist s'esmenta el suport per a la Presidència dels Estats Units a Ron Paul, polític nord-americà d'ideologia paleolibertaria, abans membre del Partit Llibertari i ara membre del Partit Republicà, i del qual reconeix que, encara que "no és perfecte", ha promès abolir la Reserva Federal, s'ha oposat radicalment a la Unió d'Estats del Nord i promet posar fi a l'Impost als Ingressos.